# Geologia wojskowa
Geologia wojskowa – nauka badająca geologiczne (dotyczące skorupy Ziemi), hydrologiczne (dotyczące wód podziemnych) i inżynieryjno-geologiczne warunki terenu z punktu widzenia potrzeb wojskowych oraz zajmująca się zastosowaniem nauk geologicznych do militarnych zastosowań, co obejmuje budowę infrastruktury, zazwyczaj podczas lokalnych sytuacji kryzysowych lub zagranicznych misji pokojowych.
Formalne początki geologii wojskowej miały miejsce w czasach wojen napoleońskich, ale w praktyce sięga ona czasów początków wojen oblężniczych.

## Działy geologii wojskowej[a]

### Analiza terenu
Geolodzy byli zatrudniani od czasów wojen napoleońskich, aby zapewnić analizę terenu, który miał stać się teatrem wojennym, zarówno w przypadku zbliżającej się bitwy, jak i w celu oceny poziomu trudności dostaw logistycznych. Naukowo stwierdzono, że bitwy prawdopodobnie występują na skałach z permu, triasu lub pensylwanu, prawdopodobnie ze względu na ich typowe ukształtowanie terenu i drenaż. W bardziej praktyczny sposób geologia została wykorzystana do identyfikacji najlepszych miejsc inwazji aliantów podczas II wojny światowej, w tym w Afryce Północnej, Włoszech i Francji. Obejmowało to badanie właściwości piasku na plażach Normandii, tolerancji gleby w głębi lądu na bombardowanie, osadów dna morskiego kanału La Manche oraz występowania osuwisk na Sycylii. Podobnie niemieccy geolodzy stworzyli mapy południowej Anglii na potrzeby operacji Lew Morski, identyfikując lokalizacje kamieniołomów i przydatność rodzajów skał do kopania rowów itp.

### Geotechnika
Geolodzy byli zaangażowani w budowę fortów, tuneli i bunkrów zarówno podczas konfliktów zbrojnych, jak i w czasie pokoju. Obejmowało to kopanie tuneli w północno-wschodnich Włoszech i Austrii podczas tak zwanej wojny minowej w czasie I wojny światowej. Skały w Dolomitach różnią się od tych w innych regionach, a do projektowania tuneli potrzebni byli specjaliści. Materiały wybuchowe były następnie umieszczane w tunelach i detonowane, aby spowodować obsuwanie się skał i zaszkodzenie wojskom wroga.

### Pozyskiwanie zasobów
Geolodzy są wykorzystywani do określania zarówno lokalizacji, jak i dostępności zasobów strategicznych i taktycznych podczas wojny. Od 1966 r. niemiecka armia również wykorzystuje geologów do łagodzenia i przewidywania skutków środowiskowych wydobycia zasobów.